# Fidji
« Fiji » redirige ici. Pour les autres significations, voir Fiji (homonymie).
République des Fidji
(en) Republic of Fiji 
(fj) Matanitu ko Viti 
(hif) फ़िजी गणराज्य 
Les Fidji, en forme longue la république des Fidji (en fidjien Viti et Matanitu ko Viti, en anglais Fiji et Republic of Fiji, en hindi des Fidji Fiji, फ़िजी et Fiji Dvip Samooh Ganarajya, फ़िजी द्वीप समूह गणराज्य), est un pays d'Océanie situé dans l'Ouest de l'océan Pacifique sud. L'archipel, qui fait  partie de la Mélanésie, se trouve à 744 km à l'ouest-nord-ouest des Tonga, à 788 km au sud-ouest de Wallis-et-Futuna et à 1 067 km au sud des Tuvalu.

## Étymologie
Fidji, écrit Fiji en anglais, est la prononciation tongienne du nom de l'île de Viti Levu (« grande Viti »). Viti signifie "île" en polynésien.

### Gentilé
En langue anglaise, avant le coup d'État de 2006, la population des Fidji opérait une distinction entre les termes Fijian (« Fidjien ») désignant selon le droit du sang un iTaukei autochtone et Fiji Islander (« habitant des îles Fidji ») désignant selon le droit du sol un citoyen de l'État des Fidji, toutes origines confondues.
Cette terminologie était sujette à controverses car les autochtones employaient le terme « Fidjien » uniquement pour se désigner eux-mêmes et récusaient le droit des Indo-Fidjien d'en faire autant de sorte que beaucoup d'Indo-Fidjiens préféraient se désigner eux-mêmes comme Indians (« Indiens ») ou Indo-Fijians (« Indo-Fidjiens »). L'expression Fiji Islanders a été créée en 1997 pour que tous les habitants des Fidji puissent disposer d'une appellation de citoyenneté commune, les « Fidjiens » étant les autochtones et les « Indo-Fidjiens », « Sino-Fidjiens » ou autres étant citoyens des Fidji mais pas Fidjiens aux yeux de la loi. Cette évolution du langage résulte du concept de Pacific way présenté à l'ONU en 1970 par le Premier Ministre de Fidji, Kamisese Mara, en vertu duquel il faut construire une société où des populations qui diffèrent par les races, les opinions et les cultures, peuvent vivre et travailler ensemble, au bénéfice de tous.
Frank Bainimarama, auteur du coup d'État de 2006, s'est évertué à consolider un sentiment d'appartenance nationale commune. La Constitution de 2013 dispose ainsi dans son article 5 que « [t]ous les citoyens des Fidji sont Fidjiens », consolidant un décret de 2010 à cet effet. Le terme désigne désormais la citoyenneté, tandis que la population autochtone est désignée par le terme autochtone iTaukei.

## Histoire

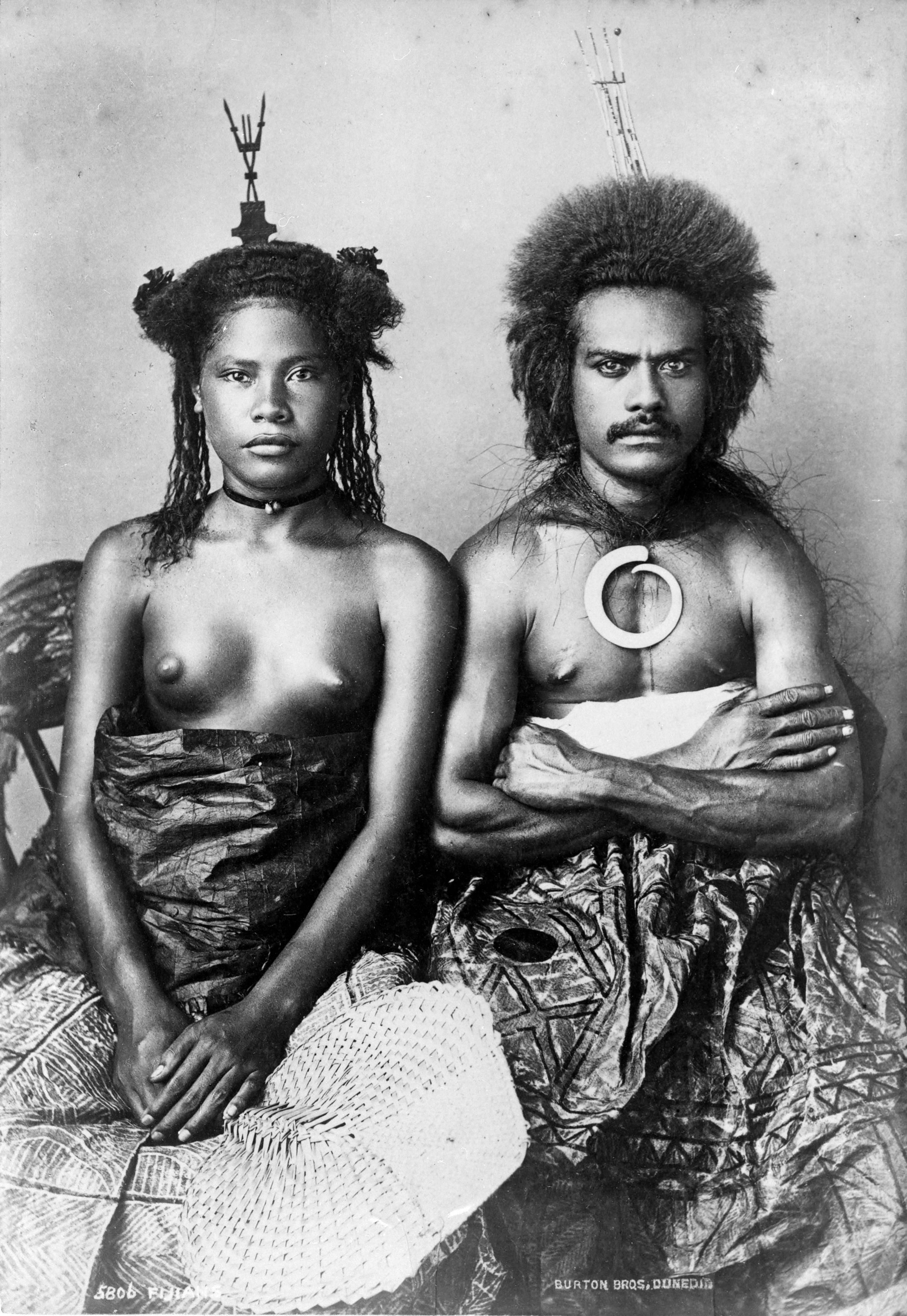
Couple d'habitants des Fidji en 1884.

Les premiers habitants des îles Fidji, des Austronésiens, sont arrivés du Sud-Est asiatique longtemps avant que les îles fussent découvertes par l'explorateur Abel Tasman au XVIIe siècle. En 3000 av. J.-C., des habitants du littoral de la Chine du Sud, cultivateurs de millet et de riz, commencent à traverser le détroit pour s'installer à Taïwan. Vers 2000 av. J.-C., des migrations ont lieu de Taïwan vers les Philippines. De nouvelles migrations commencent bientôt des Philippines vers Sulawesi et Timor et, de là, vers les autres îles de l'archipel indonésien. Vers 1500 av. J.-C., un autre mouvement mène des Philippines en Nouvelle-Guinée et au-delà, les îles du Pacifique. Les Austronésiens sont probablement les premiers navigateurs de l'histoire de l'humanité.
Cependant ce n'est qu'au XIXe siècle que les Européens colonisèrent ces îles pour les occuper de manière permanente. En 1874, à l'initiative du roi Seru Epenisa Cakobau, les îles sont cédées au Royaume-Uni avec la signature de l'Acte de Cession. La production de café est stoppée en 1879 à cause de la propagation d'une maladie venue de Ceylan et des colonies anglaises et néerlandaises.
L'indépendance fut accordée en 1970. Le régime démocratique fut interrompu par deux coups d'État militaires en 1987, car le gouvernement issu des élections de cette année-là était perçu comme dominé par la communauté indienne.
La Constitution de 1990 favorisa le contrôle par les indigènes mélanésiens des Fidji mais provoqua une émigration importante de la population indienne. La perte de population eut comme conséquence des difficultés économiques, mais assura la majorité aux Mélanésiens. Les amendements décrétés en 1997 rendirent la constitution plus équitable. Les élections libres et paisibles de 1999 permirent de constituer un gouvernement mené par un Indo-Fidjien, Mahendra Chaudhry, mais celui-ci fut renversé en 2000 lors d'un troisième coup d'État mené par George Speight, un homme d'affaires qui s'appuya sur une rhétorique nationaliste indigène. Speight, soutenu par une milice privée, prit Chaudhry en otage et réclama de nouvelles institutions qui établiraient la suprématie politique des indigènes, et interdiraient à nouveau (comme l'avait fait la Constitution de 1990) l'accès au sommet de l'État à tout Indo-Fidjien. La crise fut désamorcée à travers les efforts de médiation menés par le chef des armées, Frank Bainimarama. Speight fut finalement arrêté et condamné à la prison à perpétuité. Chaudhry demeura néanmoins écarté du pouvoir ; le banquier et homme politique indigène Laisenia Qarase dirigea un gouvernement de transition, avant d'être élu par la voie démocratique en 2001. Il fut réélu en 2006.
Les Forces militaires de la république des Fidji ont été à plusieurs reprises un membre important des missions de maintien de la paix de l'Organisation des Nations unies dans diverses régions du monde. À la suite du coup d'État du 5 décembre 2006 de Frank Bainimarama et de la non-tenue d'élections en 2009, le pays a été exclu du Commonwealth et suspendu du Forum des îles du Pacifique,. La tenue d'élections démocratiques en septembre 2014, puis en 2018 et 2022, saluées par ces deux organisations, a mené à la pleine réintégration des Fidji dans le Commonwealth.
Un coup d'État militaire, le 5 décembre 2006, voit en effet l'accession au pouvoir du chef des forces armées, le commodore Frank Bainimarama, et le renversement du gouvernement Qarase, jugé coupable par Bainimarama d'avoir attisé les tensions entre les deux principales communautés ethniques (Fidjiens indigènes et Indo-Fidjiens). Le gouvernement de Qarase avait mené une politique de « discrimination positive » favorisant les indigènes, et certains membres du gouvernement avaient tenu des propos racistes et incendiaires à l'encontre des Indo-Fidjiens. La ministre des Femmes, Asenaca Caucau, avait ainsi annoncé devant le Parlement : « Nous devons surveiller de près les Indo-Fidjiens, car ils sont comme des mauvaises herbes. Ils ont tendance à pousser, à saisir et à s'approprier les terres et la nation ». Bainimarama, lui-même indigène, reproche également à Qarase d'être corrompu et d'avoir préparé une législation qui faciliterait l'amnistie pour les complices de Speight. Qarase dément toute accusation de corruption (mais est condamné en 2012 à un an de prison pour corruption), et dénonce le refus de Bainimarama de désamorcer la crise par le dialogue plutôt que par un coup d’État. Les élections de septembre 2014 sont remportées par Bainimarama, lui conférant un mandat démocratique de quatre ans, tandis que les anciens partisans de Qarase (le Sodelpa) constituent la principale force d'opposition au nouveau Parlement.

## Politique
Jusqu'en mars 2012, le président de la République était élu par le Grand Conseil des Chefs pour une durée de cinq ans. Il nommait un Premier ministre et un cabinet issu de la Chambre des représentants, qui comprenait 71 sièges : 25 élus au suffrage universel, 23 élus uniquement par les électeurs indigènes, 19 par les électeurs « indo-fidjiens », 1 par les indigènes de Rotuma, 3 par l'ensemble des électeurs appartenant aux autres catégories ethniques (« Européens », « Chinois »…). La Chambre haute du Parlement, le Sénat, avait 32 sièges. Les sénateurs étaient nommés par le président de la République. En pratique, les 14 conseils provinciaux nommaient chacun un sénateur. Le Premier ministre en désignait neuf, et le chef de l'opposition huit. Le trente-deuxième siège revenait à un représentant du Conseil de Rotuma. Le Sénat possédait le droit de retarder et d'amender la législation issue de la Chambre des représentants, et pouvait mettre son veto à toute modification de la Constitution.
Le président de la république des Fidji est Naiqama Lalabalavu depuis le 12 novembre 2024.
Les institutions politiques ont été réformées à la suite du coup d'État de décembre 2006 réalisé par le responsable des armées Frank Bainimarama. En 2013, le gouvernement civil appuyé par l'armée et dirigé par le contre-amiral Frank Bainimarama introduit une nouvelle Constitution. Celle-ci, visant à mettre fin aux politiques fondées sur les clivages inter-ethniques, remplace les listes électorales communautaires par des listes sans aucune distinction ethnique. Le Parlement, désormais monocaméral, élu avec un mandat de quatre ans, élit le Premier ministre, qui lui demeure redevable, selon le principe de gouvernement responsable. Le président de la République est également élu par le Parlement, avec un mandat de trois ans reconductible une fois ; ses fonctions sont purement cérémonielles.
Les élections qui se tiennent en 2014 sur la base de cette nouvelle Constitution fournissent une majorité absolue des sièges au parti Fidji d'abord de Frank Bainimarama, et lui permettent de conserver le pouvoir avec le soutien d'une assemblée démocratiquement élue,.
Le risque d’attentat aux Fidji est considéré comme élevé par la France au 5 septembre 2022.

## Subdivisions
Les Fidji sont divisées en quatre parties, appelées divisions. Celles-ci sont simplement appelées division du centre, division du nord, division orientale et division occidentale. L'île de Rotuma, au nord de l'archipel principal, a le statut de dépendance.

## Géographie

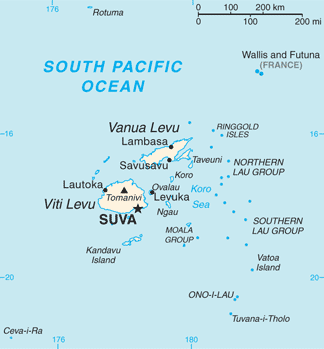
Carte des Fidji.

Les Fidji se composent de 322 îles, dont environ un tiers sont habitées. Les deux îles les plus importantes sont Viti Levu et Vanua Levu. Viti Levu accueille la capitale Suva et presque les trois quarts de la population y habite. D'autres villes importantes sont Lautoka et Nausori. L'aéroport international principal est situé à Nadi (prononcé Nandi), du côté occidental de Viti Levu, à l'opposé de Suva.
Les îles sont montagneuses, avec des sommets s'élevant jusqu'à 1 200 m, et couvertes de forêts tropicales.
Le pays a une superficie de 18 270 km2 et une densité de population de 51 hab./km2. Son littoral mesure 1 129 km de longueur. Le point le plus haut est situé à une altitude de 1 324 m.

## Économie
Les Fidji, dotées de forêts, de minerais et ressources en poissons, possèdent l'une des économies les plus développées des îles du Pacifique, malgré un secteur d'économie de subsistance toujours important. Les exportations de sucre et une industrie du tourisme en croissance (plus de 600 000 touristes annuellement) sont les principales sources de devises étrangères. Le traitement du sucre compose un tiers de l'activité industrielle.

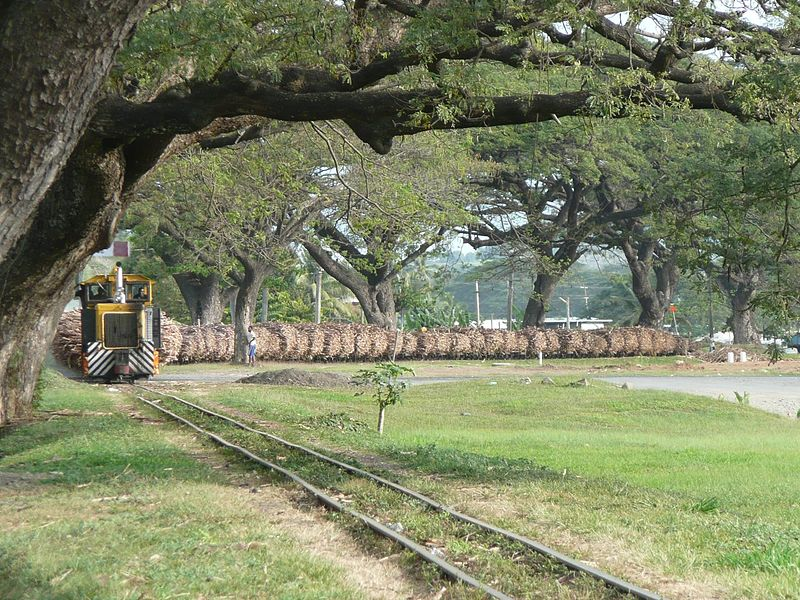
Train de sucre arrivant à Lautoka avec chargement complet. Photo C.R.Auckland.

Les îles Fidji sont également l'un des tout premiers pays exportateur de coraux vivants menacés d'extinction. Ils  ont rejoint la Convention sur le commerce international des espèces de faune et de flore sauvages menacées d'extinction (CITES) en 1998. Fin 2017 l’État a interdit la récolte, la vente er l'achat de coraux. En conséquence le Ministère de la Pêche soutient l'élevage de coraux, le commerce de ces derniers étant, dans ces conditions, autorisé. Dans les aires marines protégées fidjiennes la restauration des écosystèmes coralliens est mise en place ce qui est bénéfique - outre pour le milieu naturel - pour la pêche (les coraux constituent un habitat naturel très favorable aux poissons) et pour l'éco-tourisme.

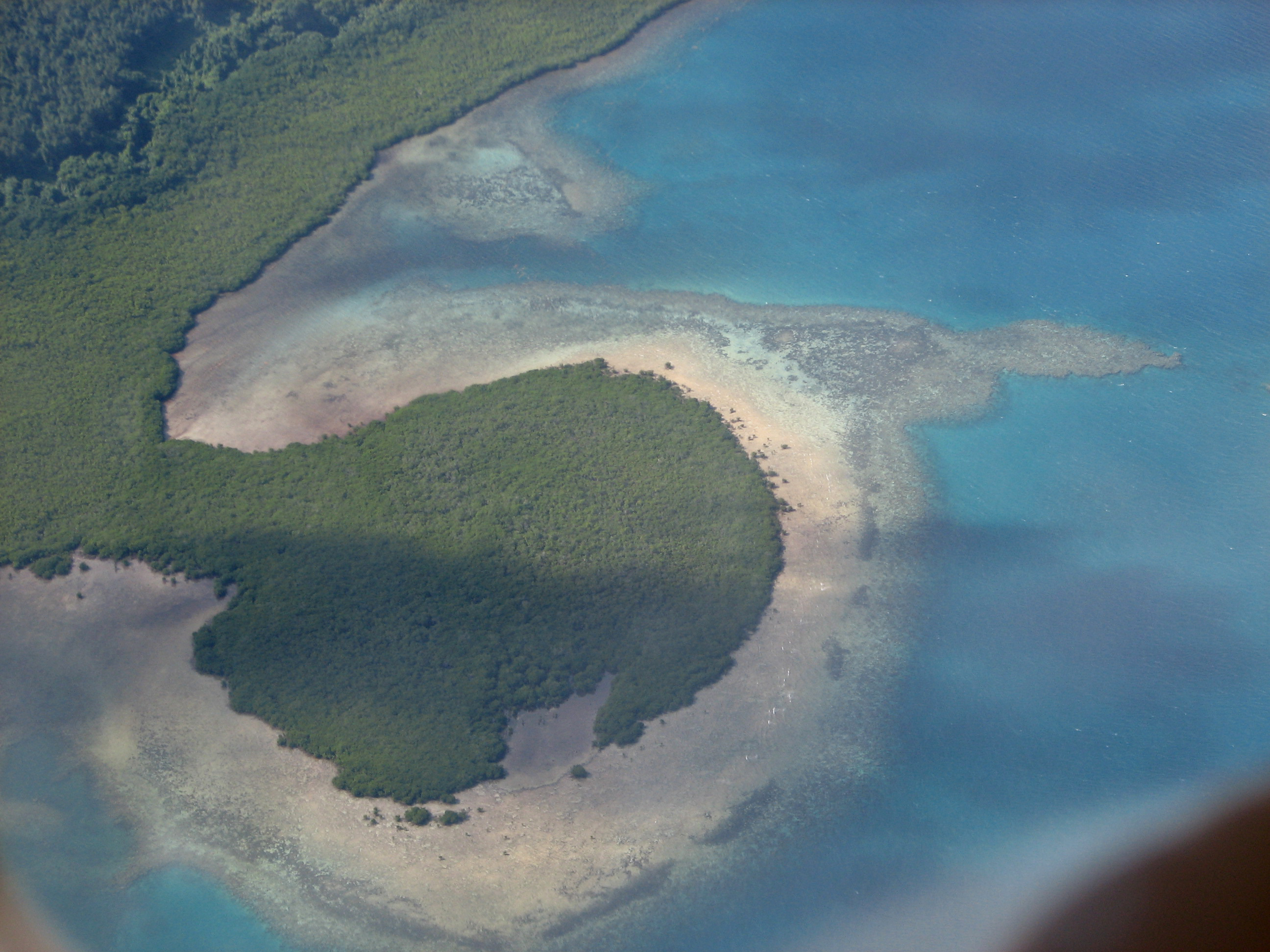
Plateau corallien et mangrove à Fidji. Photo J.-M. Lebigre

Le programme Investir dans les récifs coralliens et soutenir l'économie bleue (ICRBE), des Nations-Unies, initié en 2021 à Fidji, a pour objet de favoriser une exploitation durable et les activités d'écotourisme. Il est administré par le Programme des Nations unies pour le développement, Bureau du Pacifique Sud.
Les problèmes économiques à long terme sont, entre autres, les faibles taux d'investissement et des droits de propriété assez incertains. L'agitation politique aux Fidji a eu un impact grave : son économie diminua de 2,8 % en 2000 et ne s'accrut que de 1 % en 2001. Le bureau du tourisme des Fidji s'attend à ce que les arrivées de visiteurs atteignent un niveau comparable voire supérieur à celui d'avant le coup d'État en 2002.

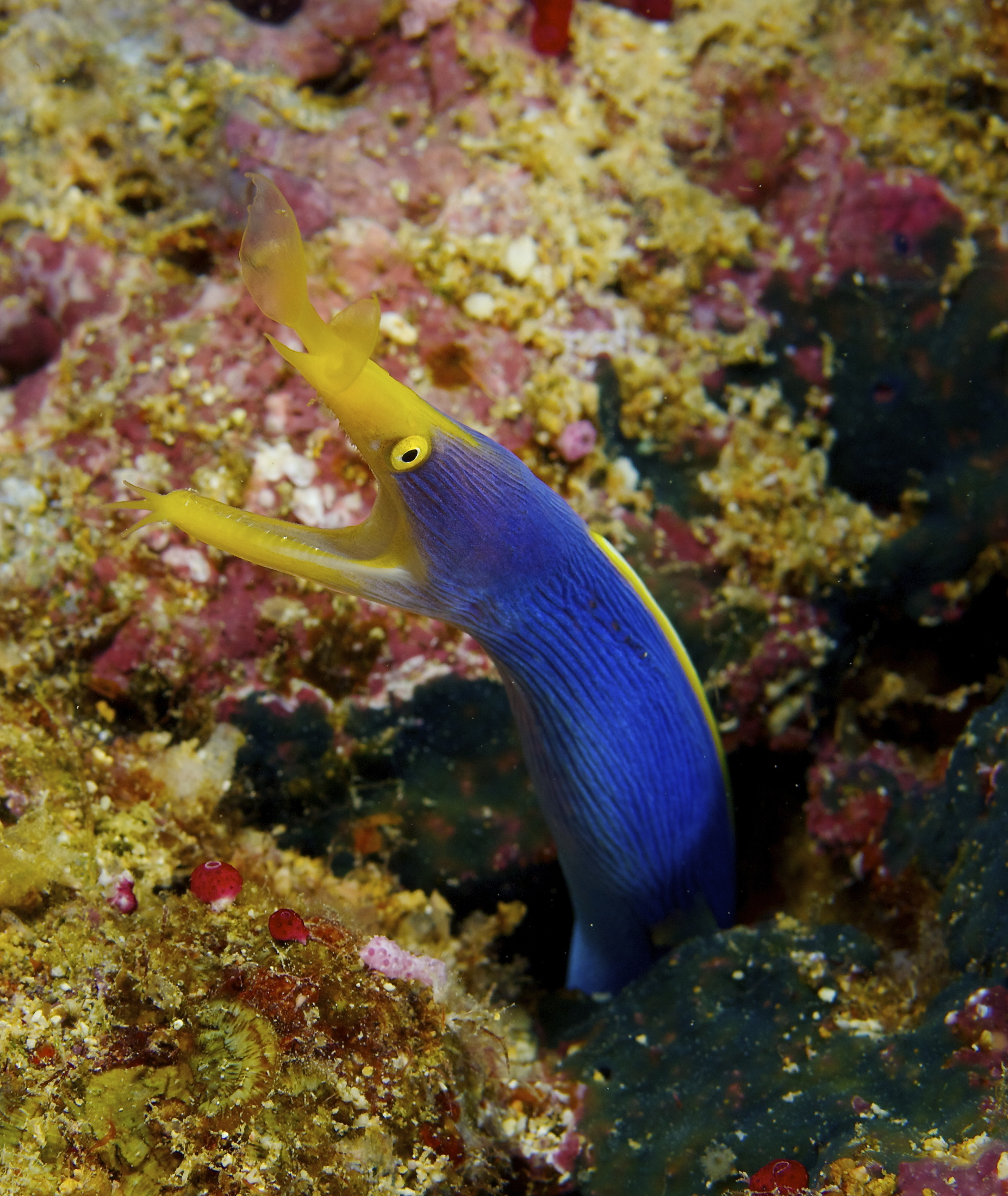
La Murène ruban, sans danger pour les baigneurs. Photo Nick Hobgood.

La capacité du gouvernement à contrôler son budget (prévision d'un déficit net de 6 % pour 2002) dépend du retour de la stabilité politique et de la confiance des épargnants.
Un aéroport international dessert les Fidji, à Nadi.

## Démographie

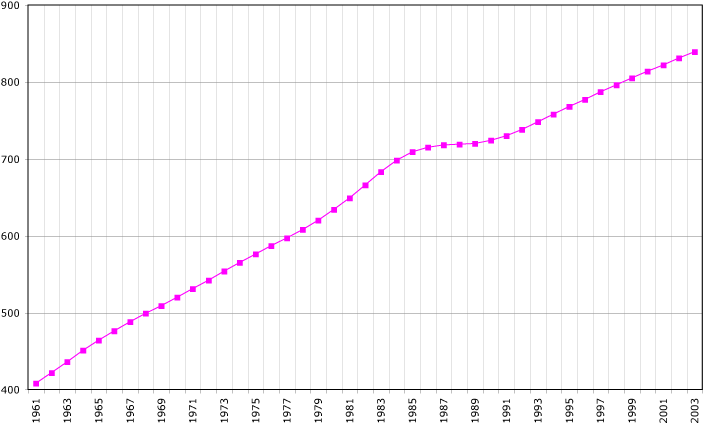
Évolution de la démographie entre 1961 et 2003 (chiffre de la FAO, 2005). Population en milliers d'habitants.

### Groupes ethniques
La population autochtone a été définie comme mélanésienne par Jules Dumont d'Urville, en raison de la couleur noire de sa peau. Cette catégorisation a subsisté, bien que ces Mélanésiens soient proches parents des autres populations austronésiennes, comme les Polynésiens. Le 30 juin 2010, le gouvernement a approuvé le Fijian Affairs Decree 2010 et de ce fait remplace les mots Fidjien, indigène ou indigène fidjien par iTaukei dans toutes les lois et documents officiels.
Les émigrés indiens sont venus dans les îles au XIXe siècle, à la demande des autorités britanniques, pour travailler dans les champs de canne à sucre. Les individus d'origine indienne furent longtemps victimes de discriminations, soutenues ou tolérées par certains gouvernements ayant limité leurs droits civiques. Ces discriminations persistent encore aujourd'hui.
Le recensement de 2007 dénombre 475 739 Fidjiens (56,82 %), 313 798 Indiens (37,48 %) et 47 734 autres personnes (5,7 %) pour un total de 847 271 personnes. Les événements politiques récents ont provoqué le départ de près de 75 000 Indiens fidjiens, à la suite des discriminations dont ils ont fait l'objet.
En 2020, l'espérance de vie des femmes est de 76,6 ans et celle des hommes de 71 ans, le taux de croissance de la population est de 0,5 %, avec un taux de natalité de 17,4 ‰, un taux de mortalité de 6,3 ‰, un taux de mortalité infantile de 8,8 ‰, un taux de fécondité de 2,31 enfants/femme et un taux de migration de -6,2 ‰. La population est composée à 26,86 % de 0 – 14 ans, à 65,80 % de 15 – 64 ans et à 7,34 % de 65 ans ou plus.

### Langues
Les langues officielles du pays sont l'anglais, le fidjien et le hindi des Fidji, parlées respectivement par les deux principaux groupes ethniques.

### Religions
Selon le Pew Research Center, en 2010, 64,4 % des habitants des Fidji sont chrétiens, principalement protestants (52,9 %) et dans une bien moindre mesure catholiques (9,1 %). 

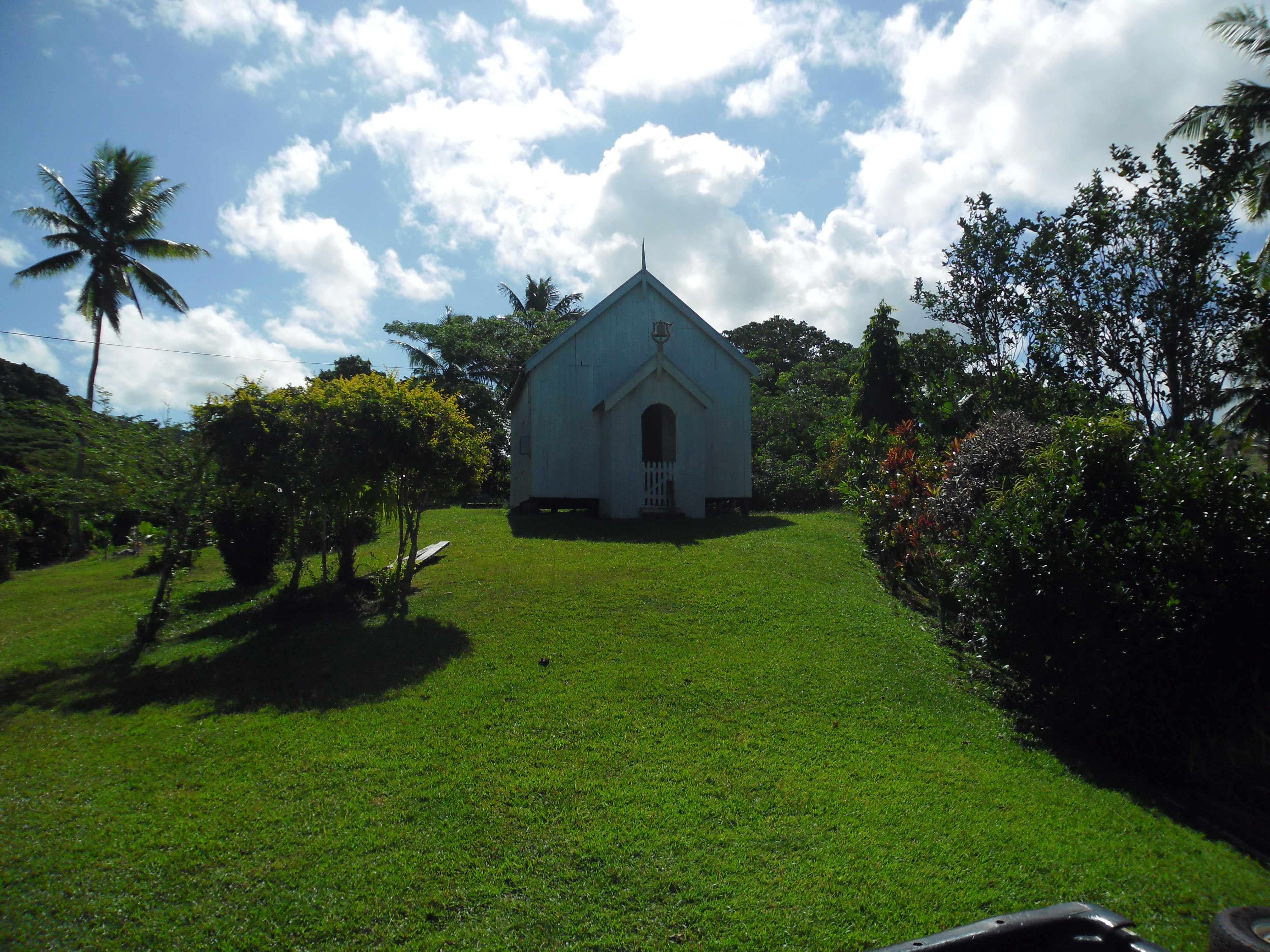
La chapelle Brethren, Savusavu, sur la colline de Kuladrusi.

De plus, 27,9 % de la population est hindoue et 6,3 % est musulmane. La religion aborigène des Fidji peut être distinguée  comme animiste ou chamanique.

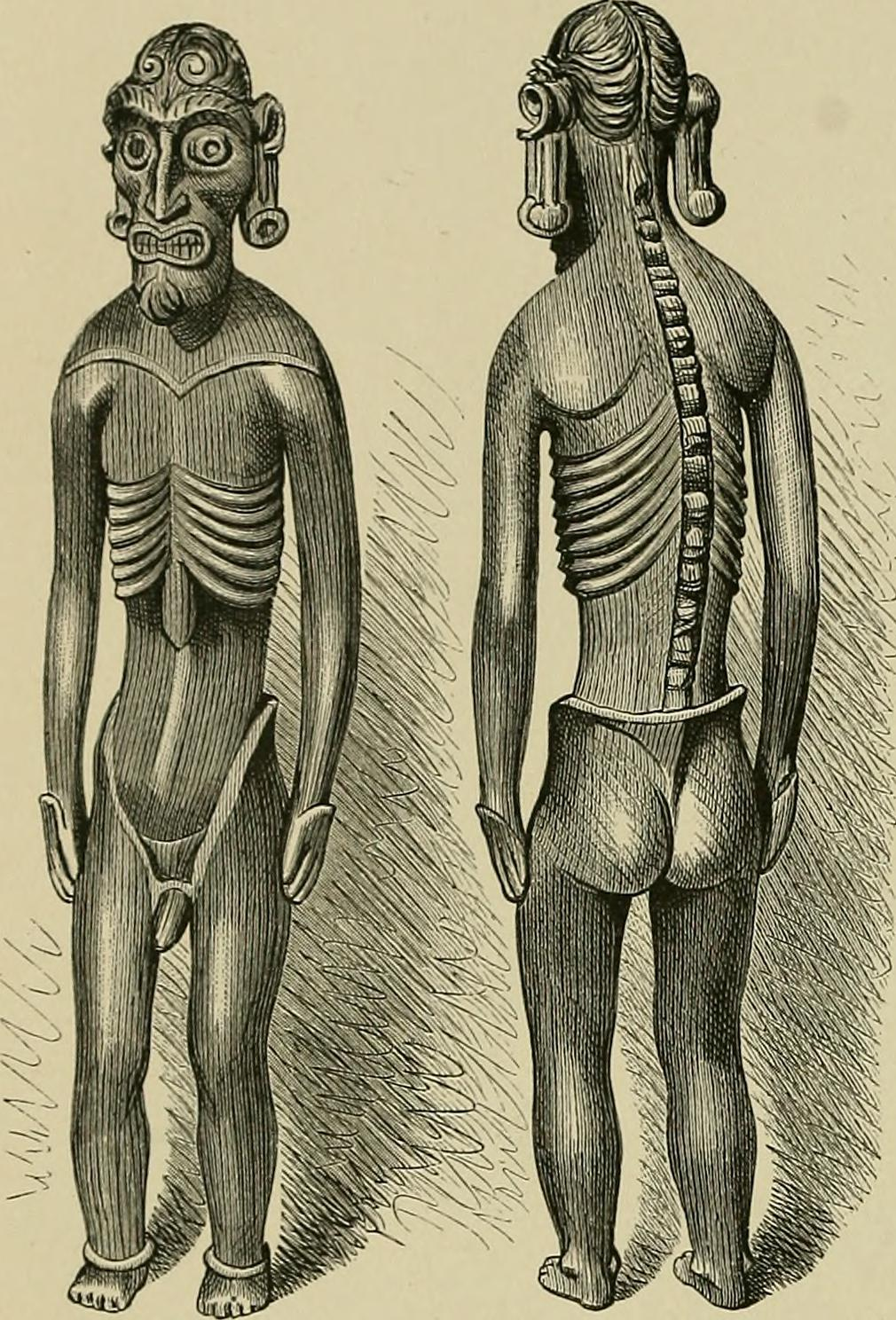
Le dieu des séismes

## Culture

### Danses traditionnelles

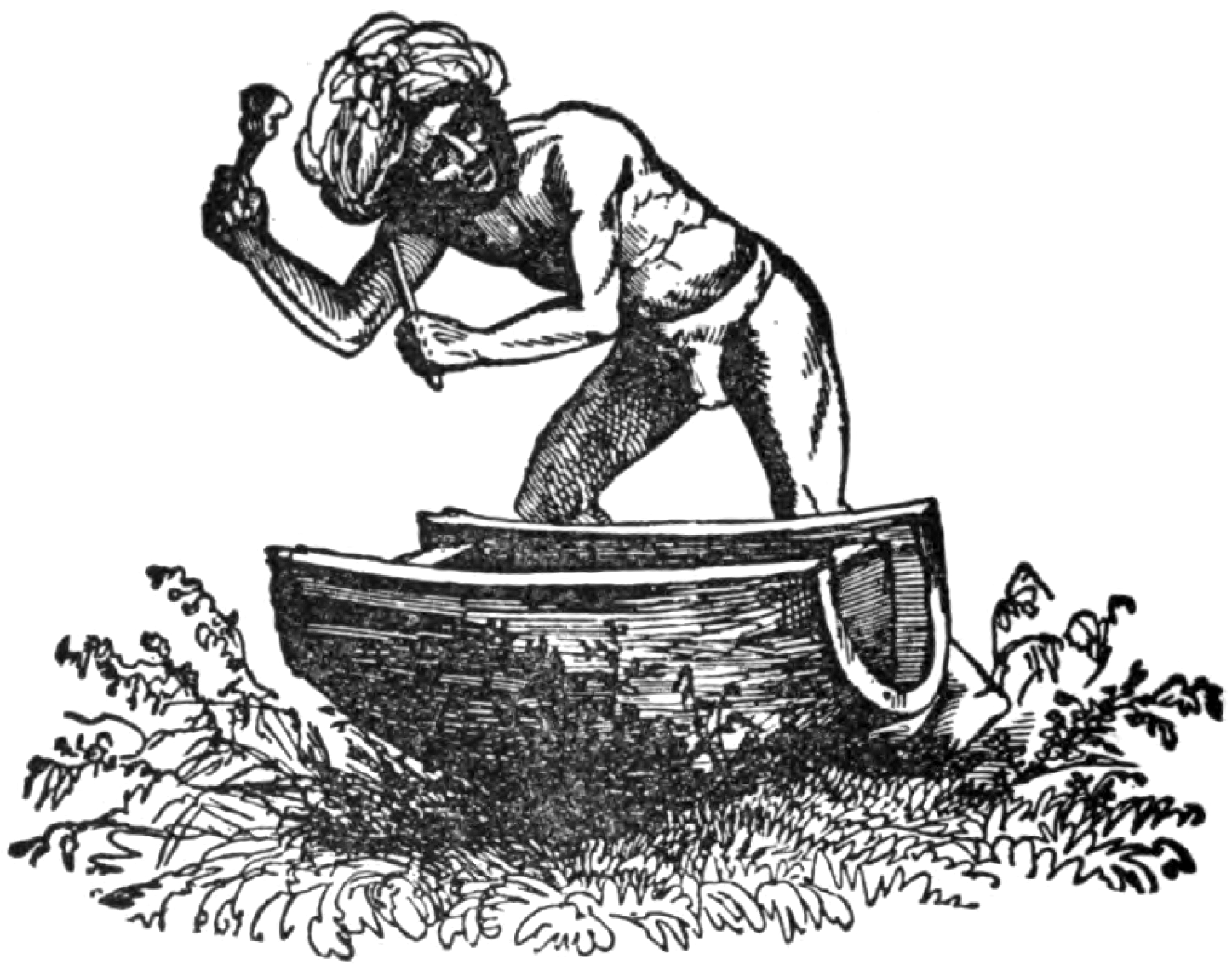
Percussionniste des Fidji. Extrait de l'ouvrage de Charles Erskine (XIXe siècle).

Les meke sont des danses et des chants tribaux fidjiens pratiqués avant la période chrétienne et coloniale. Exécutés lors de diverses occasions religieuses ou sociales, les meke puisaient leur inspiration dans le folklore fidjien, notamment les contes, la mythologie, la géographie ou la mémoire des évènements ayant marqué les clans.

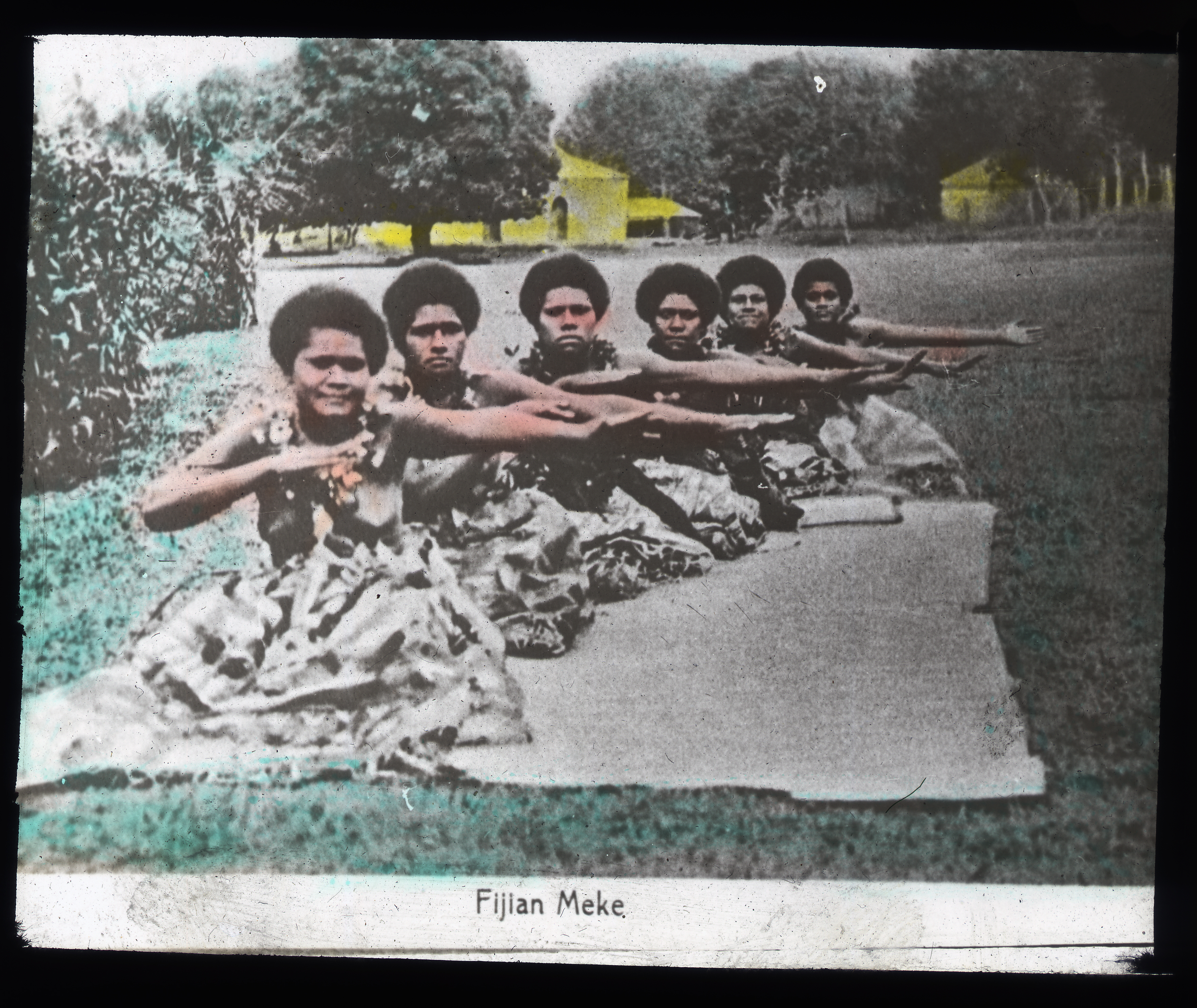
Danse Meke.

Le Cibi est une danse guerrière traditionnelle exécutée avant les matchs de rugby par l'équipe nationale depuis 1939.

### Jours fériés
La fête nationale fidjienne a lieu le 10 octobre. Elle commémore l'indépendance fidjienne.
Le 7 septembre est le jour de constitution, célébrant la première constitution de l'état fidjien. Pour l'occasion un défilé des autorités a lieu à Suva.
Les autres jours fériés sont Noël, le boxing day et le Nouvel an ; Pâques ; le jour national du sport ; Divali et Mawlid.

## Sport
Le sport national est le rugby.

### Rugby àXV
L'équipe des Fidji de rugby à XV a participé à sept reprises à la coupe du monde, la première en 1987 où l'équipe a réalisé sa meilleure performance en arrivant en quart de finale, tout comme en 2007 et en 2023.
Le 24 novembre 2018, l'équipe des Fidji a battu le XV de France pour la première fois de son histoire (21-14). Le 26 août 2023, elle remporte son premier match contre l'équipe d'Angleterre sur le score de 30 à 22 à Twickenham.
Lors de la coupe du monde 2023 en France, les Fidjiens réalisent l'exploit de s'imposer 22-15 face à l'équipe d'Australie, mettant fin à 69 ans sans victoires face à cette dernière.

### Rugby àXIII
Le rugby à XIII a fait son apparition dans les îles Fidji en 1991/92. L'équipe nationale des Fidji de rugby à XIII a participé à trois reprises à la coupe du monde, la première fois en 1995, puis en 2000 et 2008, où elle fut demi-finaliste. Elle s'est aussi qualifiée pour les demi-finales de la coupe du monde 2013. En parallèle, son sponsor historique a renouvelé sa participation pour les trois prochaines années et versera quatre millions de dollars américains. Lors de l'édition de 2017 organisée en Australie et en Nouvelle-Zélande, les « Fiji Bati » se sont hissés pour la troisième fois consécutive en demi-finale. Pour cela, ils ont remporté en phase de poule la plus large victoire de leur histoire (72-6 face au Pays de Galles), puis, en quart de finale, ils ont réalisé l'exploit de battre la Nouvelle-Zélande à Wellington. Les Fidjiens l'ont emporté 4 à 2 en inscrivant deux pénalités contre une seule pour les Kiwis néo-zélandais. Ce match de haute intensité est historique puisqu'il représente la première victoire des Fidjiens face aux Néo-Zélandais. L'équipe néo-zélandaise était pourtant une des deux grandes favorites (avec l'Australie) pour remporter la compétition. Pour la troisième fois consécutive en coupe du monde, les Fidjiens retrouvaient les Australiens en demi-finale. Le miracle attendu par tout un peuple ne se produisit pas, et comme lors de deux éditions précédentes, les Australiens l'emportèrent largement, 54 à 6, mettant ainsi un terme au beau parcours des valeureux « Fiji Bati ».

### Rugby àVII
L'équipe de rugby à sept des Fidji est l'une des meilleures au monde et a remporté deux fois la coupe du monde en 1997 et en 2005, en faisant des Fidji le pays le plus titré de ce sport avec la Nouvelle-Zélande. Ils deviennent champions olympiques le 11 août 2016 en battant la Grande-Bretagne (43-7), offrant la première médaille d'or olympique au pays lors de l'édition de Rio puis conservent leur titre cinq ans plus tard lors des Jeux olympiques 2020 à Tokyo en battant la Nouvelle-Zélande (27-12). Aux Jeux Olympiques 2024 de Paris, ils s'inclinent en finale contre la France. 

### Football
L'équipe des Fidji de football dispute son premier match international masculin en 1951 et adhère à la FIFA en 1964. Elle participe à la Coupe d'Océanie et la Coupe de Mélanésie. Jusqu'à présent, les Fidji n'ont jamais participé à une Coupe du monde de football.
En 2015, la fédération fidjienne de football annonce environ 35 000 joueurs et joueuses participant aux compétitions dans l'archipel.

### Sportifs
- Sireli Bobo, joueur de rugby à XV. Il a joué en France, principalement au Racing 92 et au Stade rochelais (avant quelques matchs à Toulon, Pau) et à Strasbourg.
- Rupeni Caucaunibuca, joueur de rugby à XV. Il a joué en France, au SU Agen et au Stade toulousain.
- Iliesa Delana, athlète handisport, médaillé d'or au saut en hauteur aux Jeux paralympiques d'été de 2012 à Londres.
- Vilimoni Delasau, joueur de rugby à VII et à XV, ancien joueur de l'ASM Clermont Auvergne, de l'Union sportive montalbanaise et du Stade toulousain.
- Napolioni Nalaga, joueur de rugby à XV, ancien joueur de l'ASM Clermont Auvergne et du Lyon olympique universitaire.
- Gabiriele Lovobalavu, joueur de rugby à XV. Il joue en France, à l'Aviron bayonnais rugby pro.
- Timoci Matanavou, joueur de rugby à XV. Il joue en France, au Stade montois, puis au Stade toulousain et est revenu au Stade montois.
- Joe Rokocoko, joueur de rugby à XV, formé au rugby à XIII. Il jouait en équipe nationale néo-zélandaise, joue actuellement[Quand ?] au Racing 92
- Waisale Serevi, joueur de rugby à VII.
- Vijay Singh, joueur de golf, né à Lautoka.
- Lote Tuqiri, joueur de rugby à XIII puis à XV. Il a été sélectionné pour les Wallabies.
- Saïmoni Vaka, joueur de rugby à XV. Il joue en France au Biarritz olympique Pays basque.
- Maleli Kunavore, joueur de rugby à XV. Il a joué au Stade toulousain jusqu'en 2010.
- Metuisela Talebula, joueur de rugby à XV. Il joue en France, à l'Union Bordeaux Bègles.
- Semi Kunatani, joueur de rugby à XV et rugby à VII. Il joue en France, au Stade toulousain.
- Levani Botia, joueur de rugby à XV. Il joue en France, au Stade rochelais et en équipe nationale. Il a remporté à deux reprises la Champions Cup avec le Stade Rochelais.
- Kini Murimurivalu, joueur de rugby à XV. Il joue en France, au Stade rochelais et en équipe nationale.
- Semi Radradra, joueur de rugby à XV et rugby à XIII. Il joue en France à l'UBB et a joué auparavant pour le Rugby club toulonnais et les Parramatta Eels en Australie
- Leone Nakarawa, joueur de rugby à XV pour le Racing 92 et champion olympique 2016 en Rugby à VII
- Alivereti Raka, joueur de rugby à XV  à l'ASM Clermont Auvergne
- Noa Nakaitaci, joueur de rugby à XV, commence sa carrière française à l'ASM Clermont Auvergne. Il joue désormais au Lyon OU.